# Iriao
Iraio är ett georgiskt etno- och jazzband som representerade Georgien i Eurovision Song Contest 2018. Bandet tävlade i den andra semifinalen den 10 maj 2018 och tog sig inte till final.